# Dominican Summer League
La Dominican Summer League est une ligue mineure de baseball basée en République dominicaine. Créée en 1985, elle est classée au niveau Recrue (Rk), soit quatre niveaux en dessous de la Ligue majeure de baseball. Chaque équipe est affiliée avec une franchise de Ligue majeure, permettant le développement de joueurs avant leur arrivée au plus haut niveau.
Cette ligue a une saison régulière de 72 matchs répartis entre fin mai et fin août. Les play-offs se disputent dans la foulée. Les équipes sont réparties en 5 divisions. Les Cubs, Mets et Yankees sont les trois organisations MLB à engager deux équipes.
6 équipes se qualifient pour les play-offs: le vainqueur de chaque division ainsi que le meilleur deuxième. Les deux équipes avec le meilleur ratio victoires-défaites sont qualifiées directement pour les demi-finales.
En 2011, les DSL Angels remportent le titre en gagnant 3 parties à 0 la finale contre les DSL Orioles.

## Équipes actuelles et stades
| Division                 | Équipe           | Franchise MLB affiliée | Stade                                |
| ------------------------ | ---------------- | ---------------------- | ------------------------------------ |
| Boca Chica North         | DSL Astros       | Houston Astros         | Astros Complex                       |
| Boca Chica North         | DSL Dodgers      | Los Angeles Dodgers    | Campos Las Palmas                    |
| Boca Chica North         | DSL Indians      | Cleveland Indians      | Indians Complex                      |
| Boca Chica North         | DSL Mets 2       | New York Mets          | Mets Academy                         |
| Boca Chica North         | DSL Pirates      | Pittsburgh Pirates     | Pirates Academy                      |
| Boca Chica North         | DSL Rays         | Tampa Bay Rays         | Rays Complex                         |
| Boca Chica North         | DSL Sox          | Boston Red Sox         | El Toro Complex                      |
| Boca Chica North         | DSL Royals       | Kansas City Royals     | Academia de Royals                   |
| Boca Chica North         | DSL Yankees 2    | New York Yankees       | Yankee Academy                       |
| Boca Chica South         | DSL Cubs 2       | Chicago Cubs           | Ciudad de Baseball                   |
| Boca Chica South         | DSL Giants       | San Francisco Giants   | Rawling Foundation                   |
| Boca Chica South         | DSL Marlins      | Florida Marlins        | Academia de Prospectos               |
| Boca Chica South         | DSL Mets 1       | New York Mets          | Mets Academy                         |
| Boca Chica South         | DSL Nationals    | Washington Nationals   | Las Américas Complex                 |
| Boca Chica South         | DSL Phillies     | Philadelphia Phillies  | Phillies Complex                     |
| Boca Chica South         | DSL Rangers      | Texas Rangers          | Academia de Prospectos               |
| Boca Chica South         | DSL Yankees 1    | New York Yankees       | Yankee Academy                       |
| Boca Chica Baseball City | DSL Cubs 1       | Chicago Cubs           | Ciudad de Baseball                   |
| Boca Chica Baseball City | DSL Diamondbacks | Arizona Diamondbacks   | Ciudad de Baseball                   |
| Boca Chica Baseball City | DSL Orioles      | Baltimore Orioles      | Ciudad de Baseball                   |
| Boca Chica Baseball City | DSL Padres       | San Diego Padres       | Najayo Academy                       |
| Boca Chica Baseball City | DSL Reds         | Cincinnati Reds        | Ciudad de Baseball                   |
| Boca Chica Baseball City | DSL Rockies      | Colorado Rockies       | Las Américas Complex                 |
| Boca Chica Baseball City | DSL Twins        | Minnesota Twins        | Ciudad de Baseball                   |
| Boca Chica Baseball City | DSL White Sox    | Chicago White Sox      | Ciudad de Baseball                   |
| Santo Domingo North      | DSL Athletics    | Oakland Athletics      | Juan Marichal Complex                |
| Santo Domingo North      | DSL Brewers      | Milwaukee Brewers      | Jose Rijo Junior Complex             |
| Santo Domingo North      | DSL Cardinals    | Saint-Louis Cardinals  | Cardinals Academy                    |
| Santo Domingo North      | DSL Mariners     | Seattle Mariners       | Complejo Epy Guerrero de Villa Mella |
| San Pedro de Macorís     | DSL Angels       | Los Angeles Angels     | El Peñon Complex                     |
| San Pedro de Macorís     | DSL Blue Jays    | Toronto Blue Jays      | Blue Jays Complex                    |
| San Pedro de Macorís     | DSL Braves       | Atlanta Braves         | Baseball Towell                      |
| San Pedro de Macorís     | DSL Tigers       | Detroit Tigers         | Tigers Complex                       |

## Palmarès
- 2010 : Giants